# Jean-Paul Cruse
Jean Paul Cruse a été un journaliste, un écrivain et un syndicaliste; il a notamment été militant de la Gauche prolétarienne dans sa jeunesse.

## Origines et famille
Jean Paul Cruse est né en avril 1948, Son père était Hubert Cruse (1920-1950), fils de Roger Cruse, l'un des dirigeants de la grosse société familiale de négoce de vin Cruse & fils frères, de Bordeaux. Hubert Cruse est mort prématurément en septembre 1950 quand Jean-Paul avait deux ans et demi, en laissant deux fils (Didier et Jean-Paul) et une fille (Claire, née en 1950). Sa mère Micheline Banzet (1923-2020), fille d'un grand médecin parisien, Paul Banzet, et petite-fille de pasteur, s'est remariée en 1956 avec Hugues Lawton (1926-1995), d'une autre grande famille de négociants de vin bordelais du Pavé des Chartrons. Micheline Banzet, destinée à une carrière de musicienne, s'oriente ensuite vers les médias où elle anime des émissions de cuisine, d'où sa célébrité médiatique.
À propos de son père, Jean-Paul Cruse indique : « Je n'ai donc aucun souvenir physique de lui, ni de sa voix, ni de son visage. » Lorsqu'il grandit, on lui raconte la vie de son père par bribes et il la reconstitue grâce à un carton d’archives militaires. Pendant la Seconde Guerre mondiale, en effet, Hubert Cruse, s'était porté engagé volontaire. Devenu lieutenant de parachutistes, il avait été formé aux techniques de commando à Casablanca, puis parachuté pour encadrer des maquisards dans la Drôme, avec de faux papiers, décoré de la Légion d'honneur, obtenue à titre militaire, et de la Croix de guerre.
Pendant un temps, après le remariage de sa mère, Jean-Paul Cruse vit à Bordeaux, jusqu'à sa montée à Paris pour y poursuivre ses études, en 1966. Il s'assure ainsi une bonne connaissance de « l'aristocratie du bouchon », qui, depuis les XVIIIe et XIXe siècles, regroupe le patronat du négoce et du courtage du vin. Aussi sa future vie militante constitue-t-elle une rupture sociologique, humaine et intellectuelle avec cette grande bourgeoisie.

## Une jeunesse étudiante militante
Adolescent, Jean-Paul Cruse fait du rugby, karaté, un peu de ski, et de voile. Elève en hypokhâgne, à Bordeaux, au Lycée Montaigne, avant deux ans de khâgne au Lycée Louis-le-Grand à Paris, il a rédigé ses premières dissertations de philosophie en utilisant comme presse-papier une petite grenade quadrillée de la Deuxième Guerre mondiale, souvenir de son père. Il entre alors au Comité Vietnam de Base de son lycée, qui regroupe 150 élèves; puis il rejoint les groupes d'actions des Comités Vietnam de Base (CVB) à la rentrée de 1966-67, dont il est devenu un des cadres « politico-militaires », alors que la Guerre d'Algérie a depuis quelques années énormément politisé le Quartier latin, la Sorbonne, et le Lycée Louis-le-Grand.
À partir du mois de juin 1968 il participe à la rencontre d'une fraction du mouvement étudiant avec les ouvriers de l'usine de Renault à Flins, et aux sévères bagarres à leurs côtés contre les CRS aux abords de l'usine, qui débouchent sur la mort de Gilles Tautin, l'un de ses amis lycéens des Comités Vietnam de Base. En 1969, avec un groupe d’amis proches, il fait partie des premiers « cadres-action » de la Gauche prolétarienne, créée en février 1969 sous la direction de Benny Lévy,.

## Un travailleur et militant en Loire-Atlantique
Jean-Paul Cruse va ensuite partir en 1969 travailler en usine en Loire-Atlantique: il choisit de devenir ce qu'on appelle alors un "établi", c'est-à-dire un intellectuel qui s'insère dans la classe ouvrière. Après une première expérience de salarié au centre de tri des PTT de la gare d'Austerlitz à Paris, il travaille en Loire-Atlantique d'abord dans l'usine de sucre Say.
Il milite à partir de l’automne 1969, à Nantes-Saint-Nazaire, dans les milieux ouvriers et paysans. Sur place, il s'associe au développement de l'Agence de presse APL, en 1971: "Concernant l'APL, je n'ai pas participé au lancement de sa petite antenne de Nantes, mais je m'y suis investi pleinement, à ma sortie de prison, après une brève parenthèse, passant par une formation d'ajusteur-mécanicien, en FPA, à Saint-Nazaire, suivie par de petits boulots d'ajusteur." A Nantes, l’APL, très autonome, refuse de se dissoudre à la fin 1973, préférant continuer à exister en tant que bulletin d'information populaire, centré sur les entreprises et les paysans. L'auto-dissolution de la Gauche prolétarienne au 1er novembre 1973 est pour Jean-Paul Cruse "un coup de massue sur la tête", peu après sa sortie de prison, après une condamnation à quinze mois ferme pour “violences à force ouverte”. Il est le seul dirigeant national de la Gauche prolétarienne à s'y opposer ouvertement, franchement et publiquement, et continue à militer dans le même sens, à Nantes-Saint-Nazaire, sous des étiquettes diverses.

## Une reconversion dans le journalisme et l'écriture
Jean-Paul Cruse entame alors une reconversion professionnelle, sur la base de son capital de compétences de "penseur engagé" et de rédacteurs de textes militants. Il devient l'animateur salarié des Paysans-travailleurs de Loire-Atlantique, des militants chrétiens progressistes. Il opère ensuite une deuxième reconversion dans le journalisme, dans un petit hebdomadaire local très militant, issu de la poursuite de l'activité de l'Agence de presse APL après 1973, avec une petite offset, et diffusé à mobylette, en kiosque ou à la criée.
Puis il devient un salarié du quotidien Libération dont il est un correspondant local à partir de 1977 après s'en être rapproché dès 1975-1977, avant d'opter pour un retour à Paris à la fin des années 1970. Au début de 1981, Jean-Paul Cruse participe à la création d'une cellule de la CGT à Libération, et devient le premier délégué syndical du journal, avant d’être élu, quelques années plus tard, secrétaire du comité d'entreprise. Mais il quitte le quotidien en 1994 pour se consacrer à l'écriture après avoir signé, le 11 mai 1993, un article titré Vers un front national dans le magazine L'Idiot international (dont il est un collaborateur régulier), dans lequel il appelle à l’union des communistes, des souverainistes et des « ultranationalistes » pour combattre « l’agenouillement devant l’argent », « le racisme antiraciste » ou encore le « sionisme international ». L'article provoque une vive polémique sur la « connivence entre rouges et bruns », et des « remous » au sein de Libération. Le syndicat SNJ-CGT auquel appartient Jean-Paul Cruse critiquera ces « idées qui nous apparaissent contraires aux principes sur lesquels nous nous battons ensemble au sein de la CGT ».
Jean-Paul Cruse se consacre ensuite à divers projets d'écriture, pour lui-même ou pour le compte de commanditaires, tel le capitaine Paul Barril - avant de prendre sa retraite à Arcachon. Il a encore publié un ouvrage qui constitue en quelque sorte un récit de l'évolution des forces contestataires à laquelle sa vie a été peu ou prou associée : "Le livre auquel je tiens le plus est Rebelles ! C'est l'histoire secrète des « maos » de la Gauche prolétarienne (1969-1973), et ce qui s'ensuivit (1967-2020), des "groupes action" des Comités Vietnam de Base (GPA des CVB) à la Nouvelle Résistance Populaire (NRP), branche armée de la GP, puis à son Service de Renseignement clandestin (SR/NRP),  à la "CGT-mao de Libé" (1981-1994), à la coopération avec le capitaine Barril, au Front du Peuple d'Aubervilliers (en Seine-Saint-Denis) de 2005 à 2015, et jusqu'aux Gilets Jaunes de Gujan-Mestras, sur le Bassin d'Arcachon, ou à l'action associative au côté des sans-Abri de la région (depuis 2018).